# نيلس بيرغستروم
نيلس بيرغستروم (بالسويدية: Nils Bergström)‏ هو لاعب هوكي الجليد سويدي، ولد في 7 مارس 1985 في إوسترسوند في السويد.

## وصلات خارجية
- نيلس بيرغستروم على موقع EliteProspects.com (الإنجليزية)
- نيلس بيرغستروم على موقع HockeyDB.com (الإنجليزية)